# Someire
Someire (en francès Sommières) és un municipi occità del Llenguadoc, a l'estat francès, que forma part del departament del Gard, a la regió d'Occitània.